# Camila O'Gorman
Camila O'Gorman (Ciutat de Buenos Aires; 1825 -  San Andrés, Partido de General San Martín, Província de Buenos Aires; 18 d'agost de 1848) va ser una jove irlando-argentina, d'una família patrícia (per la línia paterna era neta de la també cèlebre "Perichona" - Madame Perichon), que va protagonitzar una tràgica història d'amor durant el segon govern de Juan Manuel de Rosas. Enamorada del sacerdot de la seva parròquia, el tucumà Ladislao Gutiérrez, va fugir amb ell, el 12 de desembre de 1847 per refugiar-se a la província de Corrientes. La seva execució durant les últimes etapes de l'embaràs va produir un escàndol internacional que va contribuir a la caiguda política de Juan Manuel de Rosas.

## Primers anys
Camila va néixer a Buenos Aires, i era la filla menor d'Adolfo O'Gorman i Joaquina Ximénez Pinto. Camila era la cinquena dels sis fills en una família de classe alta, d'ascendència mixta irlandesa, francesa i espanyola. Dos dels seus germans, com era típic de les famílies poderoses en l'Argentina postcolonial, es van embarcar en respectables carreres en la societat argentina. Un, Eduardo O'Gorman, es va situar a l'Orde Jesuïta, mentre que l'altre, Enrique O'Gorman va estar al capdavant de la policia i de la penitenciaria, va obtenir general reconeixement pel seu paper en l'epidèmia de febre groga a Buenos Aires i va ser eventualment el fundador de l'Acadèmia de Policia de Buenos Aires. Camila era considerada un baluard de la societat educada, i ballava amb freqüència en festes formals a la seu del governador. També era amiga íntima i confident de la filla de Rosas.

## Escàndol públic
Als 18 anys, Camila va conèixer el pare Ladislao Gutiérrez, un sacerdot jesuïta que havia assistit al seminari juntament amb el germà de la Camila. El pare Gutiérrez provenia d'un entorn similar (el seu oncle era el governador de la província de Tucumán). Havia estat nomenat rector de la família O'Gorman, i aviat va començar a ser convidat a la propietat familiar d'aquests. Camila i Gutiérrez van començar ràpidament un romanç clandestí.
El 1847, Camila i el pare Gutiérrez van fugir a cavall i es van refugiar a la província de Corrientes (llavors sota el control d'opositors al Governador Rosas), a la ciutat Goya. Quan l'escàndol es va fer públic, alguns seguidors de Rosas van suggerir que havia estat segrestada. Els oponents polítics de Rosas exiliats, incloent al futur president Domingo Faustino Sarmiento, van declarar que la tirania de Rosas era culpable de corrompre la moral de la dona argentina.
L'agost de l'any 1848 el seu parador va ser descobert, i van ser arrestats per un sacerdot irlandès anomenat Michael Gannon. Camila va negar haver estat violada i va afirmar ser la iniciadora del romanç i la ideòloga de la fuga. O'Gorman i Gutiérrez van ser duts novament a Buenos Aires per ser jutjats. Davant el clam popular contra la violació dels vots de castedat del sacerdot i la mala reputació que es temia atragués sobre la comunitat php irlandesa, van ser condemnats a mort i afusellats poc temps després, el matí del 18 d'agost de 1848 a la Caserna General de Santos Lugares de Rosas (actualment localitat de San Andrés, General San Martín). O'Gorman, de 23 anys, estava embarassada de vuit mesos quan van posar fi a la seva vida.
- Camila (dirigida el 1984 per María Luisa Bemberg), va ser nominada a l'Oscar a la millor pel·lícula estrangera. Susú Pecoraro i Imanol Arias encarnen la jove i el rector respectivament, Mona Maris apareix com a Anna Perichon, "La Perichona".